# Merionoeda tuberosa
Merionoeda tuberosa là một loài bọ cánh cứng trong họ Cerambycidae.